# Base World Park
La Base World Park (en inglés: World Park Base) fue una estación científica de la organización ecologista internacional y no gubernamental Greenpeace, localizada en el cabo Evans de la isla de Ross en la Antártida. 
Luego de que a comienzos de la década de 1980 se consolidó la evidencia de la existencia de yacimientos de petróleo y gas bajo los hielos de la Antártida, lo que generó el interés de diversas compañías de que se permitiera su exploración y explotación comercial, Greenpeace lanzó una campaña de protección de la Antártida. La idea de que el continente fuera declarado un parque mundial fue sugerida por Greenpeace en 1979. Para aumentar la presión sobre las naciones del Tratado Antártico Greenpeace concibió la idea de establecer una base permanente en la Antártida que le diera voz en la administración del continente con el argumento de que debería ser preservado de las reclamaciones nacionales y declarado un bien común de todos los países. Con ello Greenpeace intenta limitar la contaminación y la explotación comercial de la Antártida, y que solo se permita una limitada actividad de investigación científica. 
Luego de seleccionar cuidadosamente el sitio en 1985/1986 buscando el mínimo impacto ambiental, la instalación de la base fracasó por inclemencias del clima y fue pospuesta para el verano siguiente. En el verano austral de 1986/1987 el barco de la organización, MV Greenpeace, arribó a la Antártida desde Auckland —donde fue ensamblada la base—. Las instalaciones fueron trasladadas al sitio desde el barco utilizando helicópteros, y pocas semanas después la base World Park comenzó a operar. La base fue construida utilizando unidades prefabricadas por una compañía alemana. Entre 1988 y 1990 la base fue ampliada con nuevas estructuras. El edificio principal comprendía un área de estar común, 4 dormitorios individuales, un baño, un cuarto de radio, una enfermería, un cuarto de refugio, uno para el equipo de derretimiento de nieve, y un porch. La sala de ingeniería se hallaba en el edificio, pero separada. Otra unidad contenía los equipamientos científicos.
Greenpeace monitoreó desde allí la polución generada por las cercanas bases McMurdo —de los Estados Unidos— y Scott —de Nueva Zelanda— y dio a conocer situaciones como la dinamitación de una pingüinera por trabajos de construcción en una de las bases. La actitud oficial de los países del Tratado Antártico fue la de ignorar la base y no prestarle ninguna asistencia.
Greenpeace cerró completamente la base y la desmanteló en el verano austral de 1991/1992.